# Dusona chikaldaensis
Dusona chikaldaensis là một loài tò vò trong họ Ichneumonidae.